# 赵士寿
赵士寿（1898年9月20日—1976年2月10日）是一位中国药学家。

## 生平
1898年9月20日出生于广东新会县古井镇鹅溪村的美国华侨家庭。在广州读完中学后，只身一人去北京以优异的成绩于1915年考入北京清华学校即现在的北京清华大学的前身。毕业后，以公费考入美国威斯康辛大学药科。大学后期进入研究院深造，以优异的成绩毕业，获该校硕士学位并获得优秀生金质奖章。毕业后在美国的药厂进行制药研究工作，在美国工作了十年，发表了十多篇高水平的论文，获美国科学PX金质奖章。1945年抗战胜利后，被聘到香港担任行政院救济总署高级药检委员。1949年带领全家到上海，被上海第一医学院聘任为药学系教授。因为当时哮喘病没有好药治疗，他从国外获取先进的方法，与他的一位在药厂担任工程师的学生，研发了中国第一代哮喘喷雾剂救了很多哮喘病人的生命。他通过在国外的弟弟，获得了国外药学发展新方向。结合自己的创新研究，出版了“药剂学选论”一书，并翻译了多本国外药学新领域的书，受到药学界的欢迎。他先后发表20多篇论文，在药学界起到了先导的作用被选为上海市第五届人民代表，被聘为国家科学技术委员会委员，卫生部医学科学委员会委员(相当于现在的科学院院士)。